# أبو جعفر أحمد بن عبد الملك بن سعيد
أبو جعفر أحمد بن عبد الملك بن سعيد (المتوفى عام 1163) عرف بشعره وعشقه لحفصة بنت الحاج الركينيّة.

## السيرة الشخصية
يقال أن أبا جعفر قد تم تدريسه من عدة شعراء، منهم الشاعر ابن خفاجة شاعر القرن الثاني عشر. شغل منصب أمين محكمة بارز للحاكم الموحد في غرناطة أبي سعيد عثمان. لسوء حظ أبي جعفر، وقع رئيسه أبي سعيد القوي في حب حفصة أيضاً، وموقفه في مثلث الحب أجبره على الفرار من غرناطة. انضم إلى تمرد ابن مردانش ضد حكم المؤيد في الأندلس، وأسر أبو جعفر في 1163 وتم أعدامه في نفس السنة.

## وصلات خارجية
- أبو جعفر أحمد بن عبد الملك بن سعيد على موقع بوابة الشعراء.